# Kagura (danza)
La Danza Kagura (jp: 神楽) es una antigua ceremonia teatral japonesa, con danza y música, en honor a los dioses (kami, 神) de la religión sintoísta. Son manifestaciones preteatrales que cobraron ese nombre en el primer milenio d. C. Se celebraban habitualmente en el palacio imperial y consistían en pasos lentos interpretados por sacerdotes, conjuros y danzas culturales y mitológicas japoneses.
Hay diversas teorías sobre el origen de la palabra, pero ésta parece ser una contracción del término con que se designa al pilar en el que la deidad reposa o desde el que preside el acto, kamu (u) kura (神座).  El evento consta de numerosos actos, divididos en dos partes principales. La primera, ritual, consiste en preparar el espacio, za (座), en el que el kami se manifestará. La segunda parte recoge la representación llevada a cabo por sacerdotes para el entretenimiento de la deidad y de la audiencia. La adaptabilidad a lo largo del tiempo a diferentes formas de representación o festivales populares ha conllevado la desaparición de la primera parte ritual.
El kagura, generalmente, se divide en mikagura (御神楽) y satokagura (里神楽). 
- Mikagura, en general se refiere a los actos dentro de los recintos de palacio por músicos de la corte, gakunin (楽人) y tiene su origen en las celebraciones de la corte del período Yamato. Su aspecto ritual y mágico dejó paso, gracias a la influencia de la música y los instrumentos chinos, a una forma ceremonial sofisticada que representaba cada aspecto de la vida de palacio. La litúrgica Shintō (神道) ha conservado el mikagura hasta hoy con pequeñas modificaciones.

- Satokagura, en general hace referencia a los kagura (神楽) interpretados fuera de palacio, principalmente en los principales templos Shintō como el de Ise, Kasuga y Kitano. Aunque posteriormente el término se ha aplicado a otras formas desarrolladas en los templos, con contenidos y estilos de ejecución diferentes según la tradición a la que pertenecen, y a la variedad de ritos y representaciones por las miko (巫女), sacerdotes Shintō y grupos profesionales que contenían danzas, música, canciones, malabarismos y pantomima, que darían origen a sofisticados artes como el nō, el kabuki y el bunraku.

## El kagura de Hayachine
El kagura de Hayachine se realiza el 1 de agosto en el Santuario Hayachine desde el siglo XIV o XV hasta nuestros días. Fue inscrito en 2009 en la lista representativa de Patrimonio Cultural Inmaterial de la Humanidad de la Unesco.